# Cinema drive-in

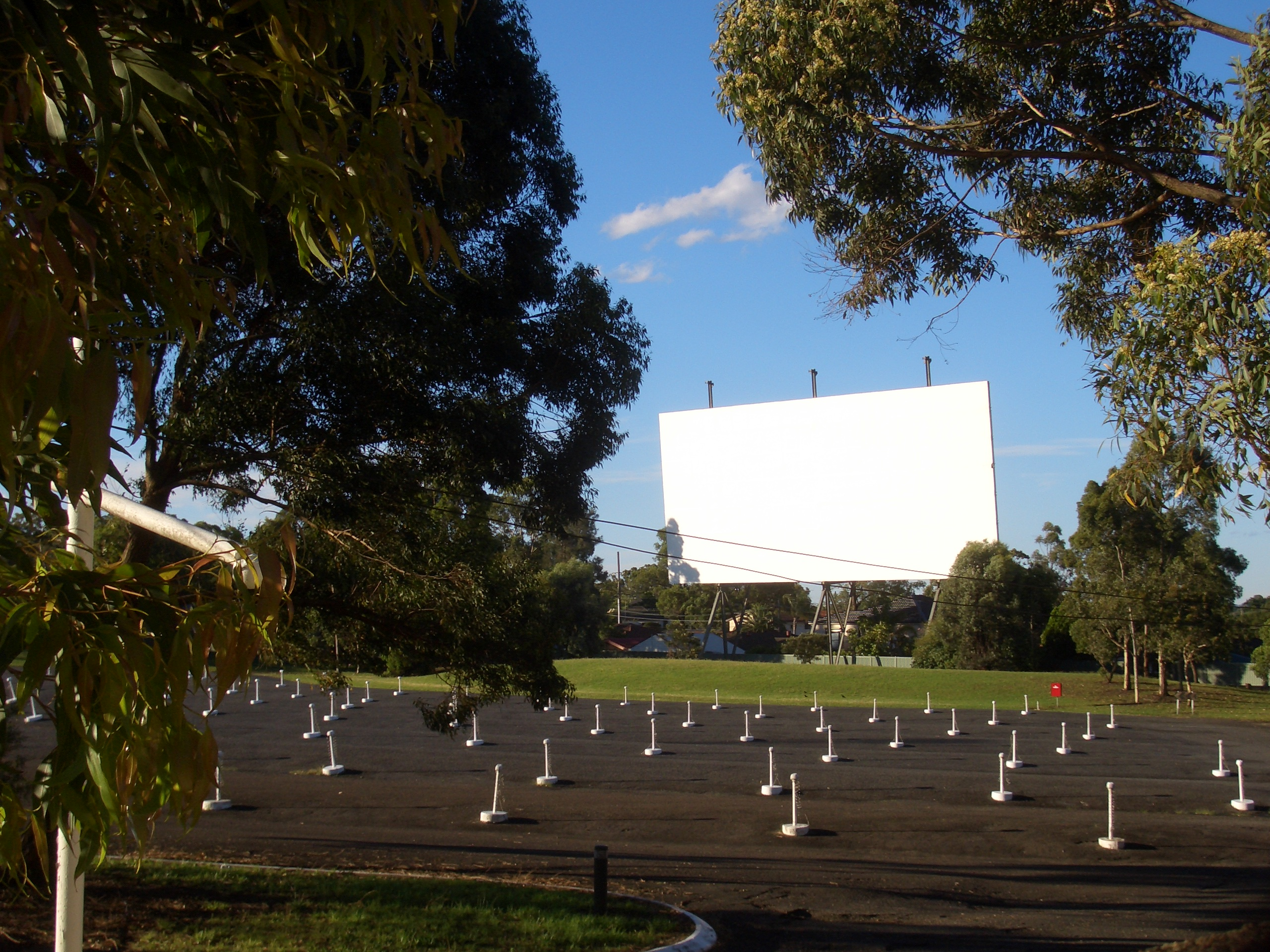
Cinema Drive-in em Sydney, Austrália.

O Cinema Drive-in é uma opção de cinema onde se assiste ao filme dentro do carro, com a banda (trilha) sonora normalmente transmitida através de uma frequência de rádio FM ou o estabelecimento disponibiliza caixas de som.

## Brasil
Até 2020, existia apenas um remanescente desse modelo de cinema no Brasil, o Cine Drive-in de Brasília. Com o advento da Pandemia de COVID-19 e o isolamento social imposto como forma de minimizar a transmissão do vírus, o cinema drive-in ressurgiu em várias cidades do país como forma reaquecer o setor, como no pátio do maior restaurante da América latina, o Madalosso em Curitiba, que inaugurou em junho de 2020. A retomada do cinema drive-in envolveu o desenvolvimento de novas tecnologias para reduzir o contato físico.